# Hogna luederitzi
Hogna luederitzi este o specie de păianjeni din genul Hogna, familia Lycosidae. A fost descrisă pentru prima dată de Simon, 1910. Conform Catalogue of Life specia Hogna luederitzi nu are subspecii cunoscute.